# Spiringen
Spiringen je obec ve švýcarském kantonu Uri. Leží přibližně 7 kilometrů východně od hlavního města kantonu, Altdorfu, na silnici Klausenpassstrasse, vedoucí před stejnojmenné sedlo, v nadmořské výšce 923 metrů. Žije zde 849 obyvatel.

## Geografie

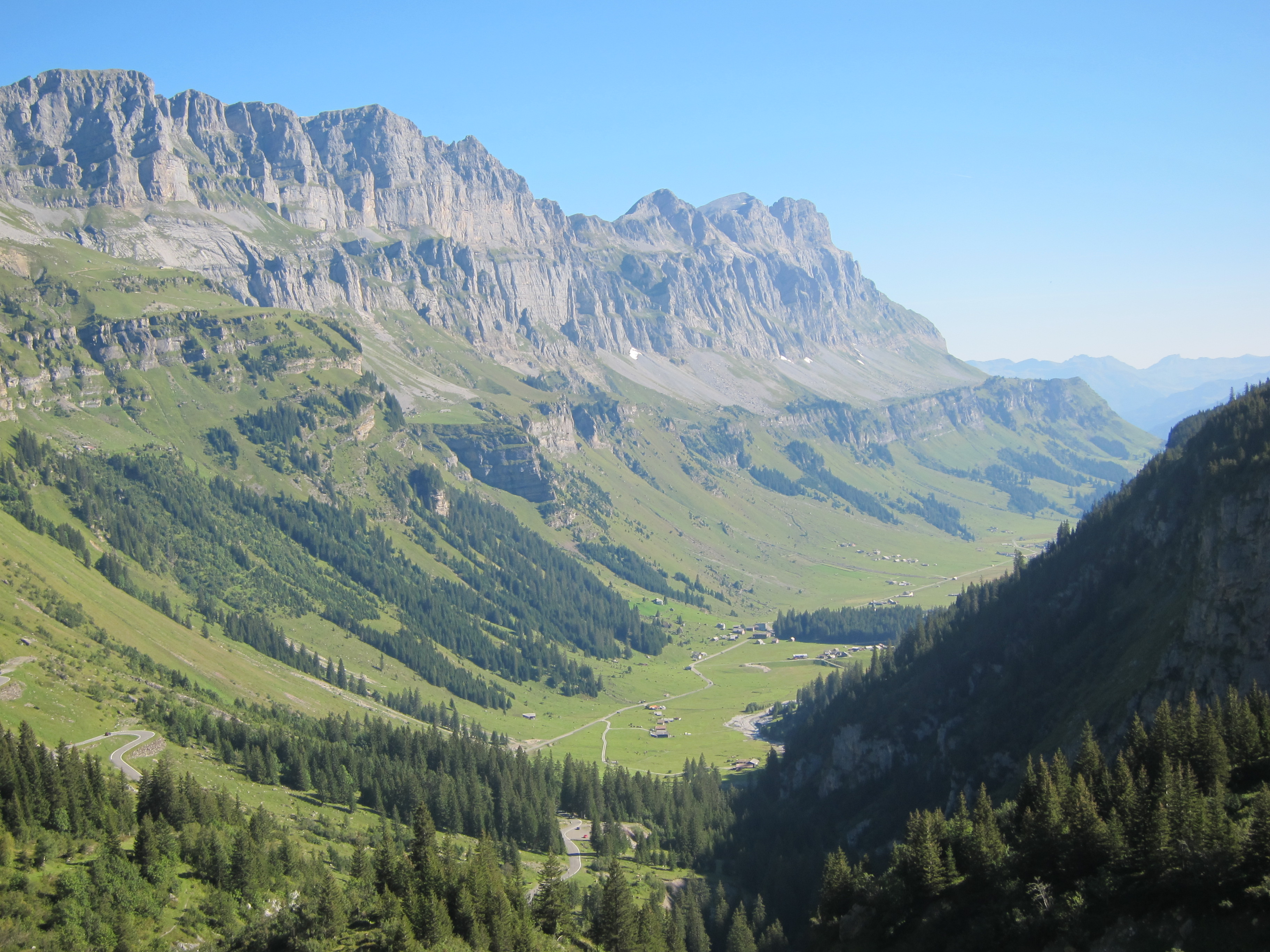
Roztroušené osídlení místní části Urnerboden

Spiringen leží na jižních svazích hor Gamperstock (2274 m n. m.) a Sirtenstock (2300 m n. m.) na pravém břehu řeky Schächen v údolí Schächental. K obci patří vesnice Witerschwanden (774 m n. m.) západně od obce a četné skupiny domů, horské osady a jednotlivé zemědělské usedlosti.
Východně od Klausenského průsmyku, asi 13 kilometrů od centra obce, leží exkláva Urnerboden. Má rozlohu 42,04 km² a žije v ní pouze 48 obyvatel (dle sčítání lidu 2000). Potok Fätschbach protéká Urnerbodenem a vlévá se do Linthu kousek jižně od obce Linthal. K Urnerbodenu patří několik malých osad. Větší jsou Argseeli, Mättenwang a části osady Urnerboden.
Pouze 19 ha, tj. 1,4 % území obce, tvoří sídelní plocha. Významnější je zemědělská plocha s 2501 ha, což představuje podíl 37,5 %. Většinu území obce pokrývají lesy a lesní pozemky (1165 ha, tj. 17,6 %) nebo neproduktivní půda (vodní plochy a hory; 3286 ha, tj. 43,5 %).
Spiringen sousedí na západě a severu s Bürglenem, na východě a jihu s Unterschächenem a na jihozápadě se Schattdorfem.
Exkláva Urnerboden sousedí na západě s Unterschächenem, na severu s Muotathalem v kantonu Schwyz, na východě a jihu s obcí Glarus Süd v kantonu Glarus a na jihozápadě se Silenenem.

## Historie

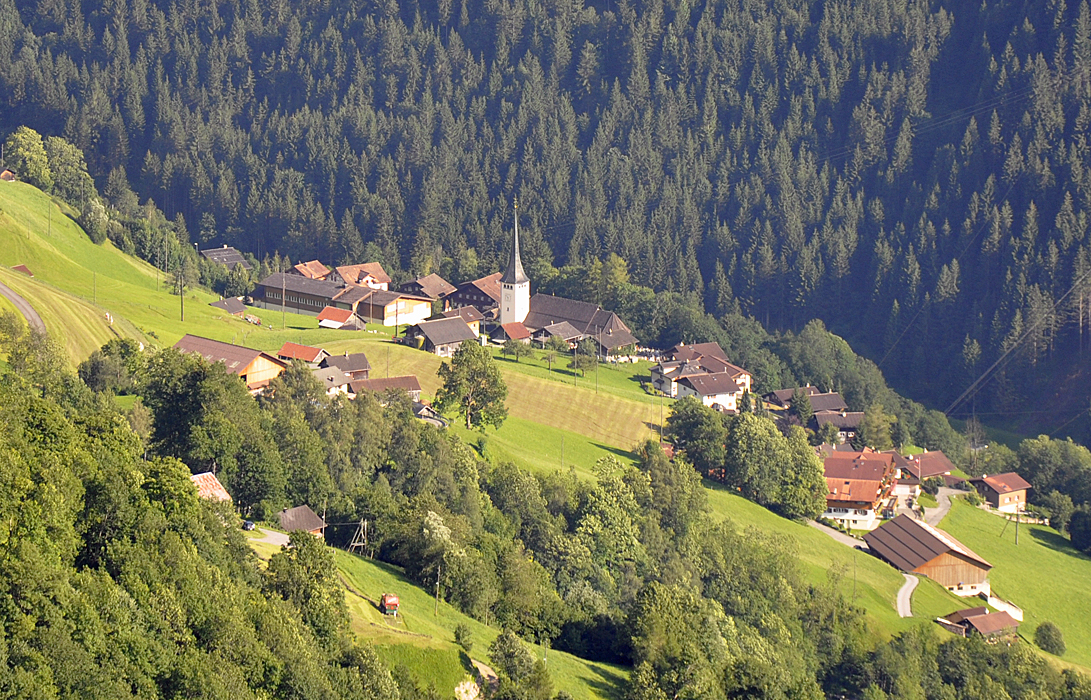
Pohled na obec

Již od první zmínky z roku 1275 je obec připomínána pod názvem Spiringen. V roce 1290 darovali obyvatelé údolí Schächen kapli svatého Michala včetně kaplanské fary jako filiálku farnosti Bürglen. V roce 1591 se Spiringen stal samostatnou farností, od níž se v roce 1687 oddělil Unterschächen. Současný kostel byl postaven v letech 1950–1951. Zvláštní význam jako poutní místo má kaple Sedmibolestné Panny Marie v Getschwileru, postavená v roce 1571. Spiringen  patřil ke genossame (obci) Uri a do roku 1798 vyslal šest zástupců do Rady šedesáti. Zemědělství bylo brzy doplněno rozsáhlým vysokohorským hospodařením, které sahalo až za rozvodí. Proto bylo již v roce 1196 nutné vést jednání o hranicích s Glarusem. Od 13. století se horní vrstvy sedláků zapojovaly do národní politiky a od 17. století často obsazovaly významné funkce a účastnily se vojenské služby.
Silnice Klausenpassstrasse, postavená v letech 1893–1899, různé lanovky a rozsáhlá síť horských silnic, dokončená v roce 1988, zpřístupnily Spiringen turistickému ruchu a umožnily dojíždění místních obyvatel do průmyslových závodů v nížině řeky Reuss. V roce 1974 byla zřízena okresní škola pro vyšší stupeň obcí Spiringen a Unterschächen. Ještě v roce 2005 poskytovalo zemědělství 63 % pracovních míst v obci.

## Obyvatelstvo

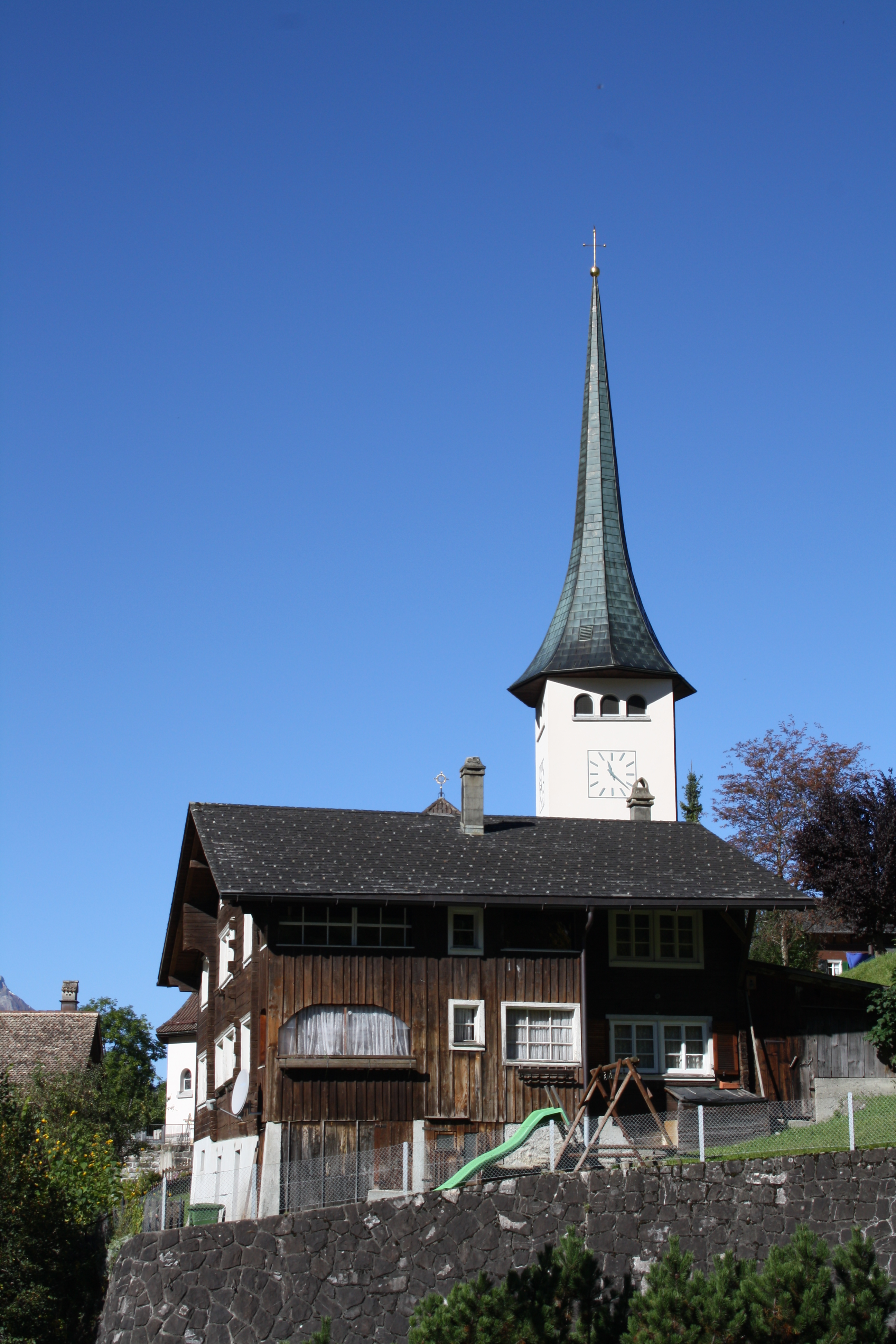
Kostel

### Vývoj populace
Mezi lety 1850 a 1860 se počet obyvatel snížil o 73 osob, tj. o 8 %. Poté až do roku 1870 silně rostl o 17,9 %. Od té doby docházelo k vzestupům a poklesům, přičemž nejnižší počet obyvatel byl 912 v roce 1920 a nejvyšší 1062 v roce 1910. Dlouhodobější pokles počtu obyvatel byl zaznamenán pouze v letech 1950–1990 (-12,3 %). Po roce 2000 počet obyvatel opět klesá a poprvé po několika staletích se dostal pod hranici 900.
| Rok            | 1687 | 1799 | 1850 | 1860 | 1870 | 1900 | 1910 | 1920 | 1950 | 1970 | 1990 | 2000 | 2005 |
| Počet obyvatel | 476  | 760  | 909  | 836  | 986  | 945  | 1062 | 912  | 1050 | 946  | 921  | 963  | 943  |

### Jazyky
Téměř všichni obyvatelé mluví německy jako každodenním hovorovým jazykem, avšak silně alemanským dialektem. Při posledním sčítání lidu v roce 2000 uvedlo 99,79 % obyvatel jako svůj hlavní jazyk němčinu a 0,21 % italštinu.

### Národnostní složení
Z 943 obyvatel na konci roku 2005 bylo 931 (98,73 %) švýcarských státních příslušníků. Několik málo přistěhovalců pochází z Rakouska a Latinské Ameriky. Při sčítání lidu v roce 2000 mělo 961 osob (99,79 %) švýcarské občanství; z toho jedna osoba měla dvojí občanství.